# Josef Zemp

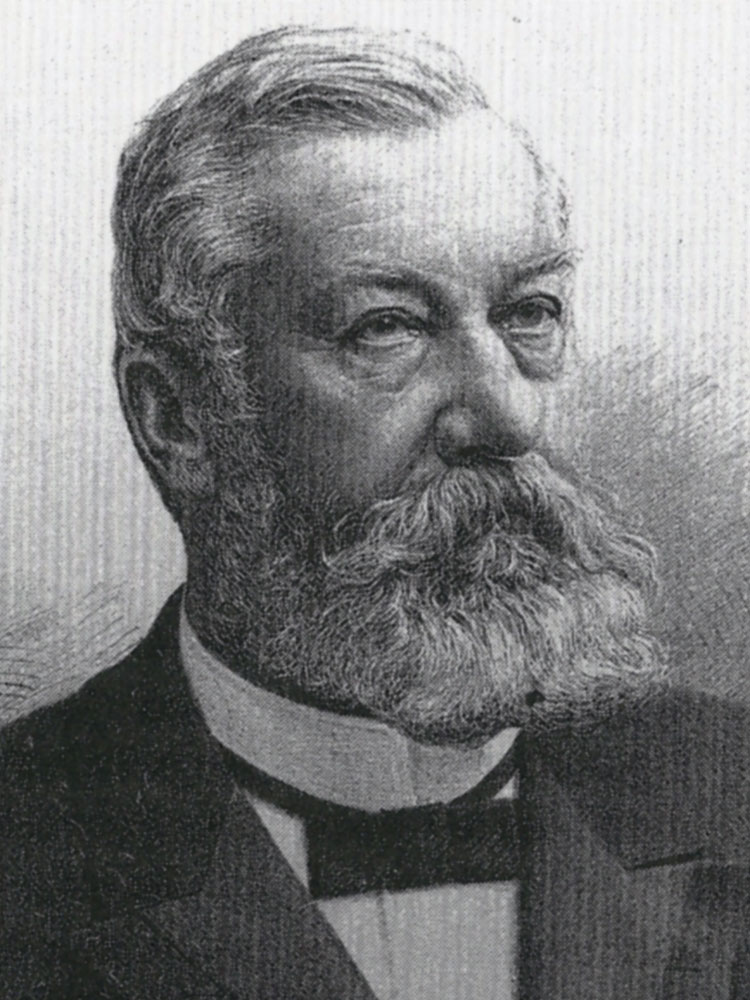
Josef Zemp in 1892.

Josef Zemp (Entlebuch, 2 september 1834 - Bern, 8 december 1908) was een Zwitsers politicus.
Zemp kwam uit het kanton Luzern en heimatberechtigt in Entlebuch. Van 6 juni tot 6 december 1887 was hij voorzitter van de Nationale Raad. 
Op 17 december 1891 werd Zemp als eerste lid van de rooms-katholieke Conservatieve Partij (voorloper van de huidige Christendemocratische Volkspartij) in de Bondsraad gekozen. Daarmee was hij het eerste lid van de Bondsraad dat niet tot de radicale partij behoorde. Hij bleef in de Bondsraad tot 17 juni 1908 en beheerde achtereenvolgens de volgende departementen:
- Departement van Posterijen en Spoorwegen (1892-1901)
- Departement van Politieke Zaken (1902)
- Departement van Posterijen en Spoorwegen (1903-1908)

Zemp was in 1894, 1901 en in 1908 vicebondspresident en in 1895 en 1902 bondspresident van Zwitserland. Zemp overleed zes maanden na zijn aftreden.